# The Cry of Love
Albums de Jimi Hendrix
Band of Gypsys
(1970) Rainbow Bridge
(1971)
The Cry of Love est le premier album studio posthume du musicien américain Jimi Hendrix. Enregistré principalement en 1970, il présente de nouvelles chansons sur lesquels Jimi travaillait pour son cinquième album prévu avant sa mort plus tard cette année-là. Alors que la plupart des chansons figuraient sur les listes de pistes proposées par Hendrix, la sélection finale a été faite par l'ingénieur du son Eddie Kramer et le batteur Mitch Mitchell, avec la contribution du manager Michael Jeffery. Hendrix, Kramer et Mitchell sont crédités en tant que producteurs de l'album, avec Jeffery en tant que producteur exécutif.
Sorti le 5 mars 1971 par Michael Jeffery via Reprise Records aux États-Unis et Track Records au Royaume-Uni, The Cry of Love a réussi dans les palmarès des disques dans les deux pays et a été certifié disque de platine aux Etats-Unis en 1998. Il rencontre le succès à sa sortie et s'est vendu à plus de 100 000 exemplaires l'année de sa sortie en France. Les critiques répondent favorablement à l'album, le considérant comme un hommage impressionnant à Hendrix. Lors de la remise à plat du catalogue du guitariste en 1997, l'album est remplacé par le double album First Rays of the New Rising Sun qui reprend l'intégralité des chansons de The Cry of Love.

## Historique
The Cry of Love présente des chansons sur lesquelles Hendrix travaillait au moment de sa mort et était la première tentative de présentation de son cinquième album, le premier album studio depuis la séparation du Jimi Hendrix Experience en 1969. The Cry of Love est composé principalement de chansons qu'Hendrix a enregistrées en 1970 dans ses nouveaux studios Electric Lady à New York avec le batteur Mitch Mitchell et le bassiste Billy Cox.
Environ la moitié des dix chansons de l'album sont terminées ou presque avec des mixages réalisés par Hendrix. Le reste était à divers stades de développement et est mixé après sa mort. Néanmoins, de nouvelles sessions d'enregistrement sont organisées post-mortem en octobre et novembre 1970 pour enregistrer de nouvelles parties instrumentales sur Drifting (vibraphone) et Angel (batterie). Deux chansons initialement prévues pour The Cry of Love, Dolly Dagger et Room Full of Mirrors, sont écartées par Jeffery pour garder du contenu pour le prochain album posthume Rainbow Bridge qui sortira les mois suivants, et sont remplacées par Straight Ahead et My Friend. Cette dernière chanson est la seule qui n'a pas été travaillée en 1970 car elle provient d'une vieille session de mars 1968 avec d'autres musiciens en parallèle à la réalisation de l'album Electric Ladyland (1968) à l'époque.
L'album crédite Hendrix en tant que producteur, ainsi que le fidèle ingénieur du son Eddie Kramer et Mitchell, qui ont préparé les mixages finaux et la sélection des morceaux, avec la contribution du manager Michael Jeffery.
Sept des chansons de The Cry of Love seront ensuite incluses dans la compilation Voodoo Soup, la tentative (controversée) du producteur Alan Douglas (responsable du catalogue du guitariste en 1974 et 1995) de présenter l'album prévu de Hendrix en 1995. Après cet échec, Douglas perd les droits de gestion qui sont désormais gérés par la famille du guitariste. C'est lors de la remise à plat du catalogue et la réédition des quatre albums principaux du guitariste qu'est publié la version définitive du cinquième album First Rays of the New Rising Sun en 1997, réalisé par Eddie Kramer comportant toutes chansons de The Cry of Love qui est remplacé officiellement, avec sept autres chansons.
Bien qu'étant retiré de la vente (officiellement depuis les années 1990), l'album est réédité en 2014.

## Débat sur le format de l'album
Selon le journaliste musical Peter Doggett, l'album a été "accepté pendant des années comme un authentique album de Hendrix plutôt que comme un album compilation posthume". Doggett lui-même a décrit The Cry of Love comme "la concoction de Kramer", tandis que d'autres auteurs musicaux l'ont identifié comme étant autorisé ou sanctionné par Hendrix lui-même,,. L'historien de la musique Martin Huxley, Jeremy Allen de The Guardian et le journaliste de musique rock Eduardo Rivadavia l'appellent un album de compilation; les auteurs musicaux Phil Hardy, Frank N. Magill et Richard Kienzle l'identifient comme un album studio "autorisé", "vrai" ou "formel". Le journaliste de Guitar World, Alan di Perna, le décrit comme un "album studio à moitié terminé".
De l'avis de Ritchie Unterberger: "bien que de nombreuses chansons aient été présentées dans un état proche de l'achèvement, on ne sait pas ce que Jimi aurait pu ajouter, effacer ou autrement changer, surtout compte tenu de sa nature perfectionniste ... Le plus gros compromis, cependant, a été la décision de faire de l'enregistrement un seul disque, plutôt que le double album qu'Hendrix avait envisagé. ... Pour ces raisons, [The Cry of Love] ne peut pas être considéré comme le cinquième album qu'Hendrix aurait publié s'il avait survécu, qu'il aurait fini par s'appeler First Rays of the New Rising Sun ou autre chose."
Cependant, Billy Cox a déclaré: "nous [Hendrix et moi] avons discuté de la possibilité de faire un simple ou un double album, mais cela n'a vraiment pas fait une grande différence. Vous devez vous rappeler même s'ils [la maison de disques et la direction] ont donné beaucoup de liberté en studio, comme indiqué dans son contrat d'enregistrement, il n'avait pas le dernier mot."

## Parution et réception
The Cry of Love sort le 5 mars 1971. L'album entre dans le palmarès Billboard's Top LP aux États-Unis à la dix-septième place le 6 mars et se classe finalement troisième. En avril, il s'est vendu à 500 000 exemplaires et est certifié disque de platine en 1998, ce qui indiquait des ventes d'un million d'exemplaires. Au Royaume-Uni, il entre dans le UK Albums Chart le 3 avril, et y culmine à la deuxième place,.
Lenny Kaye, de Rolling Stone, a salué The Cry of Love en 1971 comme l'authentique album posthume d'Hendrix, sa dernière œuvre, et « un témoignage magnifique et poignant, un épilogue approprié à la carrière d'un homme qui était clairement le meilleur guitariste électrique à être produit par les années 1960, sans exception ». La même année, Robert Christgau écrit dans The Village Voice que l'album est un « excellent testament » et pourrait être le meilleur disque d'Hendrix après Electric Ladyland (1968) en raison de sa qualité dans son ensemble plutôt que de ses chansons individuelles. Des années plus tard, il déclare que l'album dans son ensemble est fluide, dépourvu d'affectations et « plus chaleureux que les trois disques de l'Experience », tout en écrivant dans le Christgau's Record Guide: Rock Albums of the Seventies (1981) :

« Ce n'est pas seulement le flux - ces morceaux fonctionnent comme des compositions individuelles, des rhapsodies désinvoltes comme Angel et Night Bird Flying aux chansons de riffs primaires comme Ezy Ryder et Astro Man aux gaffes inspirées comme My Friend et Belly Button Window. Quel testament. »

Dans l'Encyclopedia of Popular Music (2006), Colin Larkin a qualifié The Cry of Love d'« hommage approprié » à Hendrix, et Paul Evans a écrit dans The Rolling Stone Album Guide (1992) qu'il « montre le maître, jouant avec Cox et Mitchell, avec une plus grande assurance : Ezy Rider et Angel sont les visages durs et tendres du génie le plus attrayant. » En 2014, VH1 a qualifié The Cry of Love de « plus grand disque posthume de rock classique de tous les temps ». La même année, il a été réédité aux formats CD et LP par Experience Hendrix.
Passant en revue la réédition pour le magazine Classic Rock, Hugh Fielder a reconnu les "honneurs" des chansons de l'album original mais a remis en question sa valeur compte tenu de leur inclusion dans First Rays of the New Rising Sun de 1997. Cependant, Dan Bigna du Sydney Morning Herald a déclaré dans sa critique que, bien que toutes les chansons aient été compilées sur la collection plus complète de First Rays, « il y a quelque chose de satisfaisant à avoir cette première version posthume d'Hendrix comme un objet distinct qui illumine le coup de pinceau d'un génie ».

## Liste des titres
Toutes les chansons sont écrites et composées par Jimi Hendrix.
| 1. | Freedom           | 3:24 |
| 2. | Drifting          | 3:46 |
| 3. | Ezy Ryder         | 4:09 |
| 4. | Night Bird Flying | 3:50 |
| 5. | My Friend         | 4:40 |

| 6.  | Straight Ahead      | 4:42 |
| 7.  | Astro Man           | 3:37 |
| 8.  | Angel               | 4:25 |
| 9.  | In From the Storm   | 3:42 |
| 10. | Belly Button Window | 3:34 |

## Musiciens
Crédités d'après le livret de l'album et celui de First Rays of the New Rising Sun : 
The Jimi Hendrix Experience
- Jimi Hendrix : chant, guitare, chœurs sur In from the Storm, piano sur Freedom,
- Billy Cox ; basse sur toutes les pistes (sauf My Friend et Belly Button Window)
- Mitch Mitchell : batterie sur toutes les pistes (sauf Ezy Ryder, My Friend et Belly Button Window)

Musiciens additionnels
- Juma Sultan : percussion sur Freedom et Astro Man
- Arthur et Albert Allen (alias The Ghetto Fighters) : chœurs sur Freedom
- Buzzy Linhart : vibraphone sur Drifting
- Buddy Miles : batterie sur Ezy Ryder
- Billy Armstrong : percussion on Ezy Ryder
- Steve Winwood et Chris Wood : chœurs sur Ezy Ryder
- Kenny Pine : guitare douze-cordes sur My Friend
- Jimmy Mayes : batterie sur My Friend
- Stephen Stills : piano sur My Friend
- Paul Caruso : harmonica sur My Friend
- Emeretta Marks : chœurs sur In from the Storm

Equipe technique
- Jimi Hendrix : production, mixage sur Freedom, Night Bird Flying, Ezy Ryder, Astro Man et Belly Button Window
- Michael Jeffery : production exécutive
- Eddie Kramer : production posthume, ingénieur du son sur toutes les pistes (sauf Ezy Ryder et My Friend), mixage
- Mitch Mitchell : production posthume, mixage sur Angel
- Jack Abrams : ingénieur du son sur Ezy Ryder (sessions de 1969)
- Bob Hughes : ingénieur du son sur Ezy Ryder (sessions de 1970)
- Nancy Reiner : pochette
- Victor Kahn-Sunshine : photographie, conception graphique

## Classements et certifications
| Année       | Pays        | Durée du classement | Meilleur classement |
| ----------- | ----------- | ------------------- | ------------------- |
| 1971        |             |                     |                     |
| Allemagne   | 3 semaines  | 15e                 |                     |
| États-Unis  | 40 semaines | 3e                  |                     |
| Canada      | 22 semaines | 3e                  |                     |
| France      | 32 semaines | 10e                 |                     |
| Italie      | -           | 9e                  |                     |
| Norvège     | 14 semaines | 7e                  |                     |
| Pays-Bas    | 11 semaines | 3e                  |                     |
| Royaume-Uni | 14 semaines | 2e                  |                     |

| Pays       | Certification | Ventes      | Date           |
| ---------- | ------------- | ----------- | -------------- |
| États-Unis | Or            | 500 000 +   | 1er avril 1971 |
| États-Unis | Platine       | 1 000 000 + | 19 août 1998   |

| Année | Single  | Chart   | Durée du classement | Position |
| ----- | ------- | ------- | ------------------- | -------- |
| 1971  | Freedom | Hot 100 | 8 semaines          | 59e      |